# Pintado Island
Pintado Island ist eine kleine, mit Steilufern versehene Insel vor der Ingrid-Christensen-Küste des ostantarktischen Prinzessin-Elisabeth-Lands. Sie liegt 1 km südöstlich von Zolotov Island im Krok-Fjord im Gebiet der Vestfoldberge.
Das Antarctic Names Committee of Australia benannte sie 1975 nach dem Kapsturmvogel (englisch pintado petrel), der hier 1974 mit 115 Brutpaaren vertreten war.